# Joachim Hein
Joachim Hein (* 4. Juli 1901 in Neisse, Provinz Schlesien; † 5. Mai 1987 in Sierksdorf) war ein deutscher Internist und Hochschullehrer in Kiel.

## Leben
Hein studierte an der Friedrich-Wilhelms-Universität zu Berlin, der Philipps-Universität Marburg Vorklinik. 1919 wurde er im Corps Guestphalia Marburg recipiert. Nach dem Physikum in Marburg wechselte er an die Friedrichs-Universität Halle, die Universität Leipzig und die Universität Rostock. Er bestand 1923 das Staatsexamen und wurde am 1. Februar 1926 in Hamburg zum Dr. med. promoviert. An der I. Medizinischen Klinik des Neuen Allgemeinen Krankenhauses Eppendorf arbeitete er unter Professor Ludolph Brauer. 1931 führte ihn sein Weg nach Aukrug als Oberarzt an die neu errichtete Lungenheilstätte, die 1932 offiziell als Krankenhaus deklariert wurde.
Hein, der seinen Vorgänger Hugo Dommasch bereits während dessen längeren Abwesenheiten als Direktor vertreten hatte, brachte schon früh als potenzieller Nachfolger in Stellung. Christoph Werner schreibt dazu in seiner Untersuchung von 2020: Sein Bewerbungsschreiben für die Position des Chefarztes datiert auf den 18. Januar 1934, den Folgetag der öffentlichen Stellenausschreibung. In Anbetracht seiner wissenschaftlichen Qualifikation und chirurgischen Fähigkeiten brachte Hein zweifellos alle Voraussetzungen für den Chefarztposten des Tönsheider Krankenhauses mit und setzte sich in einem ordnungsgemäßen Verfahren dann auch gegen elf Mitbewerber durch. Auch in politischer Hinsicht galt Hein, der – offenbar im Zuge seiner Bewerbung – im Januar 1934 der SA beigetreten war und den Rang eines Sturmarztes bekleidete, als zuverlässig. Der NSDAP trat Hein erst im Jahr 1937 bei, als der vier Jahre zuvor eingeführte Aufnahmestopp für Neumitglieder aufgehoben wurde.
Von 1934 bis 1966 war er Ärztlicher Direktor des Krankenhauses Tönsheide, das heute als Fachklinik Aukrug bekannt ist. Am 25. Oktober 1938 habilitierte er sich an der Christian-Albrechts-Universität zu Kiel für Innere Medizin. Ab 30. Mai 1939 war er dort Dozent, ab dem 24. Juli 1950 apl. Professor für Innere Medizin. 1938 wurde der Hein-Kremer-Schmidt (Kollapstherapie der Lungentuberkulose) veröffentlicht, in dem Hein als Mitautor besonders über die Thorakoplastik bei fortgeschrittener Tuberkulose schrieb. Hein trat für eine zentralisierte Bekämpfung der Tuberkulose ein. Auf seine Anregung hin wurde zunächst der „fliegende Tuberkulosearzt“ geschaffen, der zur Beurteilung von Röntgenbildern durch die Gesundheitsämter angefordert werden konnte. Außerdem setzte er bereits 1944 auf die Röntgenreihenuntersuchung in der Musterung von Rekruten. Im Schleswig-Holstein der Nachkriegszeit konnte er sein Konzept zur Tuberkulosebekämpfung weiter umsetzen. Auf seine Initiative erließ Hamburg 1945 das Schirmbildgesetz und Schleswig-Holstein 1947 das Gesetz über die Röntgenreihenuntersuchung. Dieses Vorgehen wurde zum Vorbild für andere Länder, da durch das Gesetz die Tuberkulose der Flüchtlinge in Schleswig-Holstein nach dem Zweiten Weltkrieg unter Kontrolle gebracht werden konnte. Im selben Jahr pensioniert, lebte er mit seiner Familie in Sierksdorf an der Ostsee.

## Ehrungen
- Großes Verdienstkreuz des Verdienstordens der Bundesrepublik Deutschland (1966)

## Werke
- Hein, Joachim (Austauschassistent der Deutschen Forschungsanstalt für Tuberkulose Hamburg-Eppendorf): Calcium und Tuberkulose, in Lung, Vol. 73, Number 5, S. 569–592, 1930.
- Joachim Hein, Ludolph Brauer, Wilhelm Kremer, Ferdinand Sauerbruch und Walter Schmidt: Kollapstherapie der Lungentuberkulose. Thieme, Leipzig 1938.
- Joachim Hein, Aufgaben und Ziele der Arbeitsbehandlung und ihre Durchführungsmöglichkeit unter Berücksichtigung zu erwartender Sondergesetze für den Tuberkulösen, in: Beiträge zur Klinik der Tuberkulose 89 (1938)
- Handbuch der Tuberkulose, Herausgegeben von Joachim Hein, H. Kleinschmidt und E. Uehlinger, Bd. 1 – Allgemeine Grundlagen. Thieme, Stuttgart 1958.